# FC Dimitrovgrad
El FC Dimitrovgrad es un equipo de fútbol de Bulgaria que juega en la V AFG, tercera división de fútbol en el país.

## Historia
Fue fundado en el año 1968 en la ciudad de Dimitrovgrad tras la fusión de los equipos locales Himik y Minyor, y en 1986 jugaron por primera vez en la A PFG por primera vez en su historia.
En esa temporada tan solo pudieron ganar ocho partidos y terminaron en último lugar entre 16 equipos, y desde entonces han jugado principalmente en la categoría aficionada de Bulgaria.

## Palmarés
- B PFG: 1

1984/85
- Copa Aficionada de Bulgaria: 1

2001